# Ludwik Noss
Ludwik Noss (ur. 25 stycznia 1848 w Czortkowie, zm. 7 września 1913 we Lwowie) – austriacki samorządowiec, filantrop, działacz społeczny i oświatowy. Cesarski radca, burmistrz Czortkowa.

## Życiorys
Urodził się w rodzinie aptekarza.
Uczył się w szkole przy klasztorze dominikanów w Czortkowie. 1 maja 1863 roku rozpoczął pracę i naukę w aptece ojca. W 1866 r. zdał egzamin z wynikiem chlubnym przed komisją aptekarską i został przyjęty na trzyletnią praktykę zawodową. Później pracował jako asystent w aptece (1866–1869). W 1869 roku ukończył gimnazjum państwowe w Tarnopolu. W 1871 roku uzyskał tytuł magistra farmacji na Uniwersytecie Wiedeńskim. Po studiach wrócił do Czortkowa, gdzie był właścicielem apteki (obecnie ul. Apteczna 4).
Kasjer (1875–1877, 1884–1887) w radzie miasta Czortkowa. W latach 1883 oraz 1888–1913 był burmistrzem Czortkowa. Na tym stanowisku: zbudowano ujęcie wody „Rudkowa balka” (1901), założył Seminarium dla Kobiet (1908); na miejscu starego wybudowano nowy kościół, ratusz z wieżą zegarową, sądy powiatowe, powiatowe i miejskie, bank, dworzec kolejowy, aptekę, siedzibę Polskiego Towarzystwa Gimnastycznego Sokół, pocztę itp.; utwardzono również ulicę Mickiewicza, Rynek i Kolejową.
3 lipca 1887 stał na czele delegacji rady powiatowej w Czortkowie, która brała udział w uroczystościach na dworcu kolejowym we Lwowie z okazji przybycia do Galicji austriackiego arcyksięcia Rudolfa Habsburga. W imieniu delegacji czortkowskiej osobiście powitał następcę cesarza. Potem towarzyszył gościom do Czortkowa, gdzie 7 lipca arcyksiąże przeprowadził inspekcję nowych dworców kolejowych.
Członek rady powiatowej szkolnej Czortkowa, oddziału buczacko-czortkowsko-zaleszczyckiego Galicyjskiego Towarzystwa Gospodarskiego we Lwowie (1882–1887, 1888), Towarzystwa Stanisława Staszica (1889), przedstawiciel gmin miejskich (1885–1913), oddział organ przedstawicielski (1891–1894, 1905–1913) i zastępca członka wydziału (1885–1890, 1898–1904) rady powiatowej towarzystwa szkoły średniej (1909, 1910, 1911, 1912).
Zajmował się edukacją i mecenatem. Organizował wieczory poetyckie, poświęcone zwłaszcza twórczości Adama Mickiewicza. Interesował się rozwojem architektury, malarstwa i literatury.
Władał biegle językiem polskim, niemieckim i ukraińskim oraz łacińskim.
Zmarł 7 września 1913 we Lwowie. Został pochowany 11 września 1913 w Czortkowie. Według „Opisu grobów topograficznych na cmentarzu w Czortkowie” z 1995 roku, grób Nossa znajdował się w drugim sektorze cmentarza pod numerem siódmym. W 2020 roku staraniem m.in. Petra Fedoryszyna grobowiec został odrestaurowany.

## Pamięć
Jedna z ulic Czortkowa nosi imię Ludwika Nossa.

## Odznaczenia
- Honorowy obywatel Czortkowa (1896)[2],
- Złoty Krzyż Zasługi z koroną (1897)[2],
- Order Franciszka Józefa III klasy (1912)[2].